# Jassatschnaja
Die Jassatschnaja (russisch Ясачная, jakutisch Дьаһаак) ist ein linker Nebenfluss der Kolyma in Sibirien (Russland, Asien). Zusammen mit ihrem Quellfluss Rechte Jassatschnaja (Правая Ясачная, Prawaja Jassatschnaja) hat sie eine Länge von 490 km.
Die Jassatschnaja entspringt in den östlichen Ausläufern des Tscherskigebirges in der Oblast Magadan und fließt nach dem Verlassen der Berge durch das Kolyma-Tiefland im Osten der Republik Sacha (Jakutien). Im Unterlauf bildet sie Flussarme und mündet schließlich bei der Siedlung Syrjanka in die Kolyma.
Das Einzugsgebiet umfasst 35.900 km². Die mittlere monatliche Wasserführung bei Nelemnoje (55 km, nach anderen Angaben 80 km oberhalb der Mündung) beträgt 329 m³/s (Minimum im März: 17,8 m³/s, Maximum im Juni: 1.222 m³/s). Der Fluss wird hauptsächlich von Schmelzwasser gespeist und ist von Oktober bis Ende Mai/Anfang Juni gefroren.
Die Jassatschnaja ist von der Mündung bis Nelemnoje (55 km, bzw. 80 km) schiffbar.
Die wichtigsten Nebenflüsse sind Omuljowka (russisch Омулёвка), Olguja (Олгуя), Rassocha (Рассоха) und Gonjucha (Гонюха), alle von links.